# Legnatico
Il legnatico era l'antico diritto di entrare nei boschi altrui per raccogliere legna.

## Storia dell'istituto
Nel IV secolo d.C., il fiscus subentrò all’aerarium populi romani, incorporandolo ed acquistando la piena proprietà di molti pascoli e boschi, sui quali tutti i membri della comunità esercitavano di fatto l'attività di raccogliere legna ed altro.

Nacquero i cosiddetti communia (nella specie di compascua e communalia), che erano appunto terreni sui quali ai membri della collettività in quanto tali era stato riconosciuto il diritto di portare gli animali al pascolo, di raccogliere erbe selvatiche, frutti del bosco e legna.
In passato, dunque, e per molti secoli, il diritto di legnatico è stato correlato ad una vera e propria esigenza primaria (economia di sussistenza), in mancanza di altre forme di combustibile a buon mercato diverse dalla legna da ardere da destinare all'uso del riscaldamento delle abitazioni, ed in vista della necessità di disporre di materiale da destinare all'edilizia da parte dei meno abbienti.

Senza trascurare il fatto che il legnatico era importante anche per altri usi, come per le traversine ferroviarie, per il legname da utilizzare nelle miniere, per la produzione di carbone, ecc.

### Gli Ademprivi sardi
In Sardegna il legnatico e la servitù di pascolo su fondi demaniali  trovò la forma giuridica degli ademprivi, che durarono fino alla loro abolizione nel 1865.

### La vicenda di Castagneto
Le zone delle Toscana costiera, Castagneto e i borghi limitrofi da sempre tra i possedimenti della famiglia Della Gherardesca furono teatro di lotte per gli usi civici fin dall'inizio del Cinquecento, uno dei primi esempi di rivendicazione e lotte sociali.
Le rivolte fra popolazione e i Gherardesca avevano come oggetto la severa limitazione degli usi civici; i Gherardesca, formalmente vicari fiorentini, si atteggiavano a feudatari de facto laddove, giuridicamente, la magistratura comunale aveva più volte sottolineato il carattere istituzionale di libero comune.

### Attualità
Con il tempo, l'evoluzione tecnologica e giuridica hanno fatto sì che il legnatico assumesse la connotazione di un vero e proprio uso civico, regolamentato e disciplinato dalle leggi e sottoposto ad autorizzazione amministrativa, e da esercitarsi sotto la vigilanza del Corpo Forestale dello Stato quando si tratta di procedere al taglio di piante. Nessuna sorveglianza occorre invece quando si tratta solo di raccogliere legna secca giacente per terra.
A Orsenigo, fin dai tempi di Federico Barbarossa, gli abitanti sono stati titolari del diritto di legnatico, dietro pagamento di un vectigal.

Questa tradizione sopravvive ancora oggi, in quanto ogni residente maschio, di età compresa fra i 14 ed i 65 anni, viene iscritto d'ufficio in uno speciale elenco e paga all'amministrazione comunale una tassa annuale di lire 5000, per poter fare richiesta di esercitare il diritto di legnatico durante l'inverno; per raccogliere la legna, occorre il pagamento di un'ulteriore somma in favore delle casse comunali.
A Cerasuolo (IS) piccolo borgo molisano nel comune di Filignano, insiste da oltre 170 anni il diritto di legnatico per tutti i residenti e i naturali del luogo. Oggi tale pratica è regolamentata dal Dominio Collettivo, ossia l'amministrazione autonoma dei beni di uso civico, che ne gestisce il patrimonio boschivo.